# Les Vacances d'Hercule Poirot
Pour les articles homonymes, voir Les Vacances d'Hercule Poirot (homonymie).
Les Vacances d'Hercule Poirot (titre original : Evil Under The Sun) est un roman policier d'Agatha Christie publié le 9 juin 1941 au Royaume-Uni, mettant en scène Hercule Poirot. Il est publié la même année aux États-Unis, et sept ans plus tard, en 1948, en France.
En vacances sur la côte du Devon, Hercule Poirot remarque le comportement ambigu d'Arlena Marshall, actrice et cliente de l'hôtel. Mais celle-ci est retrouvée assassinée dans une crique isolée où elle était allée prendre un bain de soleil.

## Résumé
Hercule Poirot passe ses vacances dans le luxueux hôtel d'une petite île balnéaire du Devon, dans le Devon (côte sud de l’Angleterre au sud de Londres), en compagnie d'autres touristes. Le détective remarque vite le drame amoureux qui se joue entre Patrick Redfern, son épouse délaissée Christine, la « croqueuse d'hommes » Arlena Marshall (elle-même mariée et belle-mère d'une adolescente complexée) et son mari Kenneth, apparemment indifférent à ce qui se passe.
Lorsqu'Arlena est retrouvée assassinée dans une crique isolée où elle était allée prendre un bain de soleil en solitaire, tout le monde semble avoir un bon alibi, le mari de la victime compris. Hercule Poirot, comme à son habitude, démêlera l'écheveau d'une machination compliquée, écartant une à une les fausses pistes pour faire apparaître la vérité au grand jour.

## Personnages

### Policiers et enquêteurs
- Hercule Poirot : célèbre détective belge.
- Colonel Weston : chef de la police locale.
- Inspecteur Colgate : chargé de l'enquête.

### Victime
- Arlena Marshall : actrice de comédie musicale.

### Suspects
- Christine Redfern : jeune enseignante en vacances.
- Patrick Redfern : époux de Christine.
- M. Odell Gardener : touriste américain en vacances.
- Mme Carrie Gardener : épouse d'Odell Gardener.
- Kenneth Marshall : époux d'Arlena ; capitaine dans l’armée britannique.
- Rosamund Darnley : propriétaire d'une maison de couture.
- Linda Marshall : la fille de Kenneth.
- Major Barry : ancien officier de l'armée coloniale.
- Horace Blatt : homme d'affaires en vacances.
- Emily Brewster : jeune femme en vacances.
- Révérend Stephen Lane : pasteur anglican.

### Personnages secondaires (personnel de l'hôtel)
- Mme Castle : propriétaire de l'hôtel.
- Gladys Narracott : femme de chambre.

## Élaboration du roman
L'intrigue utilise le ressort classique du trio mari-maîtresse-épouse délaissée, ressemblant fortement à celui de la nouvelle Trio à Rhodes (1936) [réf. nécessaire].
De plus, les deux affaires impliquent Hercule Poirot dans un décor de plage en proie à une machination criminelle non apparente. Mais l'identité de l'assassin est différente dans chacune de ses enquêtes.
Le décor du roman, une île qu'il faut rejoindre en sea tractor (en), existe dans la réalité, c'est Burgh Island au large des côtes du Devon. De plus, l'action se passe également dans la ville de St. Loo, lieu ayant déjà été mentionné précédemment dans La Maison du péril (1932).
Pour l'anecdote, on assiste, à la fin du roman, à une tentative d'étranglement menée par la personne coupable à l'encontre du détective, accompagnée de l'invective suivante : « Saloperie de misérable vermine fouineuse ».

## Autour du roman
L'un des personnages du livre, Mme Gardener, qui affirme être une fan du détective belge, fait référence à une précédente aventure de Poirot (Mort sur le Nil) et mentionne même l'un des protagonistes de l'histoire.
Le colonel Weston, le chef de la police, fait explicitement référence à une précédente affaire de Poirot dans laquelle il a participé à l'enquête, à savoir La Maison du péril[réf. nécessaire].

## Éditions
- (en) Evil Under The Sun, Londres, Collins Crime Club, juin 1941, 256 p.
- (en) Evil Under The Sun, New York, Dodd, Mead and Company, octobre 1941, 260 p.
- Les Vacances d'Hercule Poirot (trad. Michel Le Houbie), Paris, Librairie des Champs-Élysées, coll. « Le Masque » (no 351), 1948, 245 p. (BNF 31945439)
- Les Vacances d'Hercule Poirot (trad. Laure Terilli), dans : L'Intégrale : Agatha Christie (trad. de l'anglais, préf. Jacques Baudou), t. 7 : Les années 1940-1944, Paris, Librairie des Champs-Élysées, coll. « Les Intégrales du Masque », 1994, 1170 p. (ISBN 2-7024-2240-3, BNF 35627675)

## Adaptations
- 1982 : Meurtre au soleil (Evil Under The Sun), film britannique de Guy Hamilton, avec Peter Ustinov dans le rôle d'Hercule Poirot ;
- 2002 : Les Vacances d'Hercule Poirot (Evil Under The Sun), téléfilm de la série britannique Hercule Poirot d'ITV (épisode 8.01), avec David Suchet dans le rôle du détective. L'adaptation comporte plusieurs différences avec le roman original, notamment l'ajout des personnages du capitaine Hastings (Hugh Fraser), de l'inspecteur Japp (Philip Jackson) et de Miss Lemon (Pauline Moran) ;
- 2007 : Agatha Christie : Meurtre au soleil (Agatha Christie: Evil Under the Sun), jeu vidéo pointer-et-cliquer sur PC développé par AWE Games et édité par The Adventure Company ;
- 2012 : Les Vacances d'Hercule Poirot, bande dessinée française de Didier Quella-Guyot (scénario) et Thierry Jollet (dessin) publiée dans la collection Agatha Christie.
- 2019 : Ding Dingue Dong, 24e épisode de la saison 2 des Petits Meurtres d'Agatha Christie. Le personnage d'Hercule Poirot est remplacé par le trio composé du commissaire Swan Laurence, de la journaliste Alice Avril et de la secrétaire Marlène Leroy, incarnés respectivement par Samuel Labarthe, Blandine Bellavoir et Élodie Frenck.